# Тань Ляндэ
Тань Ляндэ́ (кит. упр. 谭良德, пиньинь Tán Liángdé, р.14 июля 1965) — китайский прыгун в воду, призёр Олимпийских игр.

## Биография
Тань Ляндэ родился в 1965 году в Маомине, провинция Гуандун. С 1978 года начал заниматься прыжками в воду в Маоминском любительском спортивном училище, в 1982 году стал чемпионом КНР, завоевал серебряную медаль Азиатских игр и вошёл в национальную сборную.
В 1984 году Тянь Ляндэ завоевал серебряную медаль Олимпийских игр в Лос-Анджелесе. В 1985 году стал чемпионом Универсиады, а в 1986 — чемпионом Азиатских игр и серебряным призёром чемпионата мира. В 1987 году он опять выиграл Универсиаду, а в 1988 вновь завоевал серебряную медаль Олимпийских игр. В 1990 году Тань Ляндэ опять стал чемпионом Азиатских игр, в 1991 году вновь завоевал серебряную медаль чемпионата мира, и на Олимпийских играх 1992 года опять был серебряным призёром.
Тань Ляндэ женат на Ли Цин, которая также была призёром Олимпийских игр по прыжкам в воду.